# スタジオパークからこんにちは
『スタジオパークからこんにちは』は、NHK総合テレビジョンで1995年3月22日から2017年3月17日まで平日午後に放送されていたトーク・情報バラエティ番組。基本的には生放送の番組で（ゲストトークは録画の場合もある）NHKスタジオパーク内のCT-450スタジオから毎週月曜日から金曜日まで公開生放送を行っていた（休止日は後述）。NHKとNHKエンタープライズ共同制作番組で、このほかにジェイクリップ、アズマックスなど外部制作会社が1社ずつ各回の制作協力として加わっていた。
トークが基本路線でNHKで放送中あるいは放送予定の番組の出演人物をゲストとして招く（番組開始当初は「この人に会いたい」というタイトルがあった）という番組宣伝の要素もあるが、「ここが聞きたい」や「私スタイル」のコーナーでは番組宣伝から離れたトークが中心であった。
略称は「スタパからこんにちは」、ないしは単に「スタパ」である。
通算放送回数は3667回、出演ゲストは延べ2268人に上る。

## 概要
NHKワールド・プレミアムでも時差で放送する（初回放送月〜金JST16:15〜16:48, 再放送翌日火〜土5:15〜5:48. ただし、大相撲中継期間中は休止となる. 2011年度までは内容を一部カットして放送されていた）。テレビデジタル化に伴いアナログ放送およびNHKワールド・プレミアムでは2010年1月からフルレターボックス放送に移行。また、アナログ放送では開始から5秒ほどたってから画面下にロールスーパーでアナログ放送終了告知のテロップが流されている。このテロップが流されている間は画面右上の「アナログ」のチャンネルロゴ表示が一時消去されていた。
休止となるケースは以下の場合：
- 祝日（以前は定時放送されていた日があったほか、末期もスペシャル編成扱いで放送される日がある[注 1]）と年末年始
- 日本の高校野球全国大会の開催中（NHKワールド・プレミアムでは準決勝・決勝以外は高校野球中継が放送されないため大相撲中継期間中に放送できなかった回を放送して空白時間帯を穴埋めする）
- 国会中継時（総合テレビのみ。中継ができない場合でも別の番組が用意されているため、中継の有無にかかわらず休止. NHKワールド・プレミアムでは内閣総理大臣の演説や党首討論以外は国会中継が放送されないため本番組は通常放送されるが、大相撲中継期間中に放送できなかった回を放送して空白時間帯を穴埋めする）
- 大相撲中継期間中（NHKワールド・プレミアムのみ。当該回は総合テレビで国会中継や高校野球全国大会の開催期間中で休止となる日にあわせて後日放送される）
- 毎年3月11日（2012年以降. 2011年は国会中継（第177回国会・参議院決算委員会 平成21年度決算決議）で休止、その当日に東日本大震災が発生）

※1 2013年3月11日（月曜日）は「震災から2年 特集 明日へ -支えあおう-」の第2部（13:05-14:00. 3部構成）の放送のため番組自体休止となっている。
- その他臨時ニュースが入った場合

※2 2014年9月9日（火曜日）は当初放送予定だったが、全米オープン男子シングルスで錦織圭が決勝に進出したことに伴う録画中継のため番組自体休止となっている。
放送当日に国会中継が組まれたり、突発の重大事件・事故・政局が発生し臨時ニュースとなった場合は番組は休止、放送中の場合は中断になり、そのまま収録放送という形に切り替えて進行し、後日の代替放送には、事前に収録したVTRを流すという形をとる場合もある。また、全国高等学校野球選手権大会の地方大会代表決定戦が集中する7月中〜下旬や、衆議院や参議院の選挙期間中（投票日前の10日間前後）に政見放送を行う地域で放送できない局があるため、類似の措置がとられることもある。

## 元日特番
元日は「スタジオパークからおめでとう」として、スタジオパークから5-6時間程度の公開生放送をするが、そのうちの午前のパートは「スタジオパークからこんにちは」の、午後は姉妹編の「土曜スタジオパーク」の出演者が進行役を務め、連続テレビ小説や大河ドラマ、新春時代劇などに出演するタレントを迎えて展開していたが、2010年は午前中に別の特番が組まれたため、午後の部のみ。2011年以降も別の特番の編成の都合で元日特番は一切せずに、それぞれ前年12月31日の「スタジオパークおおみそかスペシャル」で振り替えとなり、スタパからこんにちはのキャスター・出演者は登場しなかった。

## 略史
NHKスタジオパークオープン初日の1995年3月22日、および23日にプレ放送として14:05〜15:00枠で放送し、同年4月6日から正式スタートした(公式においてはプレ放送も放送回数にカウントしており、プレ放送初日が第1回となっている)。番組開始からしばらくは、視聴率は1〜2%と低迷していた。しかし、視聴率も平日は4〜5%まで上昇し、祝日に放送された時は8%を超えたこともあった。さらに堀尾時代末期はゲストによっては7〜8%まで上がり、同局の看板番組にまで成長した。
しかし一時は平均5%は確保していたものが堀尾降板後は2〜3%台と低迷。試行錯誤を繰り返すも、視聴率面では低迷を続けてきた（末期では13時台が2%、14時台が1%半ば程度だった）。
第1期で男性アナウンサーの堀尾がメイン司会を務めた後、第2期〜第6期までは女性アナウンサーがメイン司会となり、男性アナウンサーがアシスタントを務めていた。第4期以降、年度途中での司会交代が頻発した。第7期からは再び男性アナウンサーがメイン司会を務めるようになった。
平日13時台のトーク番組としては、『徹子の部屋』（テレビ朝日系列）や『ライオンのごきげんよう』（フジテレビ系列）とともに同時間帯でしのぎを削ってきた。しかし、2014年4月に『徹子の部屋』が正午枠へ移動し、2016年3月には『ごきげんよう』も終了したことから、それ以後は13時台で唯一の帯トーク番組となっていた。
2017年3月17日をもって番組は終了し、約22年、全3667回に亘る放送の歴史に幕を下ろした。新年度からの後継番組として、平日13時台から生放送の大型情報番組『ごごナマ』が開始された。なお、兄弟番組である『土曜スタジオパーク』は継続。また、当番組で使っていたNHKスタジオパーク内のCT-450スタジオは2017年4月 - 2018年3月に『4時も!シブ5時』（平日16:00 - 16:50枠）で使用された。

## 内容
以下は2016年4月現在のもの。
オープニング
スタジオパーク内の映像に切り替わって司会者の「スタジオパークから」の一声の後に集まっている見学客と一緒に「こんにちは!!」と挨拶した後、ゲストが紹介されながらオープニングトークに加わる。オープニングではゲストへの質問・メッセージも募集する。スタジオにゲストが入っていく所を背景にオープニングロゴ表示。ただし、高校野球の延期など、当初生放送が予定されつつ休止となった場合などに、撮って出しでの収録を行い、その際事前にファクス・メールを募集することもまれにある。
番組開始当初はスタジオパーク玄関のウェルカムスタジオの大型モニターを背に司会者が登場し「1時5分になりました。スタジオパークからこんにちは!」とタイトルコールを兼ねて挨拶していた。その後、見学客の花道を通ってゲストが登場し軽いやり取りの後、テーマ曲をバックに見学客の花道を握手をしながらスタジオまで行く様子が流れ、トーク席に着席する流れだった。ただし、1995年度初期はスタジオで既に待っているゲストの元に司会者が向かい、その移動中にオープニングタイトルが流れる形だった。
ゲスト紹介VTR
ゲスト・司会者がスタジオの席に着くまでの間、オープニングテーマを流しながらゲスト紹介VTRが流れる。スタジオパーク改修前まではゲスト紹介VTRの間に花道を通ってスタジオに入っていた（開始当初は上ずつの通り花道を通ってスタジオに入り着席するまでの流れがそのまま映っていた）。
オフタイム
エンディング
視聴者からの質問に答えるコーナーがある。また、最後は視聴者からゲストへのメッセージメール・FAX紹介で終わる。
2014年度からは、当番組の主目的である「番組宣伝」の一環として、この後に放送される予定の総合テレビの番組について新聞の番組表を使い紹介し、そこから1つピックアップして伊藤が告知するコーナーもある。
堀尾が司会をしていた時代はトークが終わった後、エンディング曲をバックに観覧客がトーク席に集合して堀尾・女性司会・ゲストと記念撮影をしている中で番組が終わっていた。
14時台
ニュースの後、司会者の挨拶に続いて、各地のNHK放送局がその地域向けに放送した地域情報番組を全国放送。これは2015年度まで平日15時台に放送されていた『ろーかる直送便』の流れを引き継ぐ形となっている。エンディングでは、司会者が総合テレビでその日の夜に放送予定の番組内容を新聞のテレビ欄風のセットで紹介する。

### スタジオ見学について
一般視聴者スタジオ見学は、開始当初から2011年のリニューアル工事前までは、当日スタジオパークの入場客が先着順に整理券をもらって入場する方式だったが、リニューアル工事期間の全面不可を挟んで、リニューアル工事完了後は原則としてスタジオ内での着席見学はできず、スタジオの外の窓越しでの見学だった。2014年からスタジオ内着席見学が復活したが、着席見学を申し込むには事前にインターネットからの応募が必要となった。ただし、応募できるのはNHKネットクラブプレミアム会員に登録した視聴者のみで、抽選により整理券を配布していた。整理券を持っていない人も、従来通りスタジオの外から窓越し・立ち見で見学はできた。
休館となる日は一般視聴者がスタジオ見学できなかった（原則として8月と12月を除く毎月第3月曜日。祝日の場合はその次の平日、及び12月25日から31日、その他施設メンテナンスが必要となる場合の日が休館日となっている）。また国会中継や臨時のニュースなどにより急きょ放送が休止となった場合は、インタビューの収録は行うがスタジオ見学は着席・立ち見を含め不可だった。また放送休止決定と同時にインタビューの収録自体も行わず、後日改めてゲストに出場してもらうというケースもあった。また、不定期で東京のスタジオを飛び出して地方発で行うことがあった。

### 過去
暮らしの中のニュース解説
（13:40頃〜の約8分間、放送が収録の場合は13:46〜生放送 2012年3月終了）
ニュースの注目点を解説委員と共に分析するコーナー。この番組が放送開始される前に放映された15分のニュース解説番組『ニュースの窓』を事実上継承したもの。あくまでも最新のニュースについて解説するため、ゲストトーク部分が事前収録もしくはアンコール放送となる場合でも、このコーナーだけは必ず生放送で行われていた。この為、収録放送の回のみ最後のコーナーとしての放送で開始時間が繰り下がり、コーナー終了のタイミングで番組が終了していた。なお、1998年度から2000年度は14時台の後半で行っていた。2012年春よりニュース解説は新番組「くらし☆解説（くらしキラリかいせつ）」として時間帯を午前に移して新たにスタートした。解説委員は、鈴木祐司らが担当した。
近田の特ダネ（2012年3月まで）
通常はゲストの出演番組の紹介となる。番組の見所、収録こぼれ話など。
ここが聞きたい、私スタイル（2012年3月まで）
ゲストの本音・プライベートについての話題などが展開される。
その他
- 2005年9月まで金曜は音楽の生演奏等で構成される「スタパDEライブ」を放送していたが、『金曜バラエティー』に発展移行した。
- 毎年12月31日（平日の場合のみ）には年末ジャンボ宝くじの抽選会場と中継を結び、当選番号も発表されていた。これは『ひるのプレゼント』から続いていた。なお、2005年以降は大晦日の特集番組の枠内での放送に移行している。

## 放送時間
いずれも日本標準時(JST). 基本的に本放送のみで、定期枠での再放送は行われていない。
- 放送開始 - 1998年3月：平日 13:05 - 13:59
- 1998年4月 - 2001年3月：平日 13:05 - 14:28（ニュース中断：14:00 - 14:05）の2部制。14:05からの2部は前半に「スタパDEライブ」や「ぴかいちクラブ→アナウンサーにQ」など曜日別各コーナー、後半に「暮らしの中のニュース解説」。
- 2001年4月 - 2005年9月：平日 13:05 - 14:00（『公園通りで会いましょう』の放送開始に伴う時間変更）
- 2005年10月 - 2006年3月：2部制
  - 1部：月曜 - 金曜 12:20 - 12:43（祝日は5分繰り上げ）- 『生中継 ふるさと一番!』（月曜 - 木曜）、『金曜バラエティー』（金曜）
  - 2部：平日のみ 13:05 - 13:59 - 従来の『スタジオパークからこんにちは』
- 2006年4月 - 2008年3月：1部が独立、2部のみが残る
- 2008年4月 - 2012年3月：平日 13:05 - 13:55（状況により1分早めに終了することも）
『みんなのうた』の枠移動[注 10]に伴い5分短縮。2012年2月27日からは『あの日 わたしは〜証言記録 東日本大震災〜』などの東日本大震災関連のミニ番組を放送するため13:50までの放送となる。
- 2012年4月 - 2014年3月：平日 13:27 - 14:00
『連続クイズ ホールドオン!』開始に伴い短縮[注 11]。
これに伴い、番組の開始から16年続けてきた「暮らしの中のニュース解説」のコーナーが廃止となり、純然たる番組宣伝トークショーのみとなった。解説のコーナーは祝日以外の火曜〜金曜10時5分（国会中継・スポーツ中継などで休止となる場合あり）の「くらし☆解説」に移行した。
- 2014年4月 - 2016年4月1日：平日 13:05 - 13:50
『連続クイズ ホールドオン!』終了に伴い再び枠拡大。『みんなのうた』が復活。
- 2016年4月4日 - 2017年3月16日：平日 13:05 - 14:54（『みんなのうた』〈13:55 - 14:00〉・14時の『NHKニュース』〈14:00 - 14:05〉により一時中断）の2部制。
民放の生番組に対抗するため、14時台への枠再拡大。これに伴い、14時台の「第2部」では生活情報や企画コーナーなどを強化した[6]とされていたが、最終的には同月1日終了の『ろーかる直送便』の内容を引き継いだ、地方の放送局で放送された再放送番組を放送する「NHK54局からこんにちは」という企画になった（再放送が始まるまでの間はゲストのトークの続き）。
- 2017年3月17日：金曜日 13:05 - 13:55[注 12]

## 歴代司会・出来事

### 第1期（1995年度〜1999年度）
1995年度は女性陣は以下の4人が週替わりで担当。1996年度は兵藤が降板し他の3人が週替わり担当し、1997年度からは堀尾・高見コンビで固定。
- 堀尾正明（1995年3月22日〜2000年3月10日、24日）
  - 理由は不明だが1995年11月30日は欠席し、後に『土曜スタジオパーク』の初代司会となる宮本隆治が代役で司会を務めた。
  - 2000年3月13日〜24日は『NHKニュース10』の番組打ち合わせで不在だったため、次年度から新司会者として登場する古谷敏郎が代役を務め、堀尾時代の最終回となる24日は「アナウンサーにQ」のゲストとして出演した。
- 高見知佳（1995年4月24日〜2000年3月24日）
- 兵藤ゆき（1995年3月22日〜1996年3月25日）
- 遙洋子（1995年3月23日〜1997年3月14日）
- 向井亜紀（1995年4月10日〜1997年3月5日）
  - なお、向井はスケジュールの都合により1996年10月25日放送で一時降板、11月・12月は原則として出演せず（ただし、同年12月5日放送（この回のゲストは小室等）は国会中継ができない場合のストック分として向井司会で事前に収録したものを放送）。その後、1997年1月20日放送分より復帰。
  - 1995年度はトークと「暮らしの中のニュース解説」に加えて、初期はパンチ佐藤がリポーターとなってNHKの番組を制作現場から生中継で紹介するコーナー、さらに世界各国の家庭料理を、その回で取り上げる国の出身の一般視聴者に紹介してもらう「地球の家庭料理」というコーナーもあった。1996年度からはいずれも無くなり、ゲストとのトークと「暮らしの中のニュース解説」のみに落ち着いた。
  - 視聴者からの電話・FAXによる質問を紹介する以下の女性アシスタントが出演していた。なお、明確な出演期間はいずれも不明。
    - 井上彩名
    - 谷口麻央
    - 鈴木万由香
    - 沢村亜津佐
    - 西村瑞穂
    - 岩田まこ都

  - 第1回放送のゲストとして、当時大河ドラマ『八代将軍吉宗』に出演していた西田敏行が登場した。

### 第2期（2000年度〜2003年度）
上田以降は男女の役割が入れ替わり、第6期の青山までは女性アナウンサーがメインを務めるようになった。
- 上田早苗（2000年4月6日〜2004年3月22日）
- 関口知宏（2000年4月6日〜2001年3月22日）
  - 2000年度最後の放送となる2001年3月23日放送は、当時当番組の金曜後半で放送されていた「アナウンサーにQ」の拡大版を放送。
  - 今期の関口を最後にタレントによる司会は第8期の米田まで途絶える。それまでは男女ともアナウンサーが担当する。
- 古谷敏郎（2000年4月6日〜2002年3月22日）
古谷は上田・関口時代は主に「暮らしの中のニュース解説」・14時台の曜日別各コーナーの進行を担当（トーク部分に関してはゲストのプロフィール紹介やトークテーマのプレゼンターの形で参加）。2001年度以降の放送枠縮小に伴い、関口に代わってトーク本編の司会にも参加。
- 小寺康雄（2002年4月9日〜2003年3月19日）
小寺はゲストトーク司会担当以前に、2000年11月27日〜12月15日までの間『ミレニアム中継・地中海』に出演のためヨーロッパに出張していた古谷の役割を代行していた。
- 小田切千[注 13]（2003年4月4日〜2004年3月22日）
2003年4月〜5月にかけて小田切が盲腸炎で入院していた期間は, 4月24日と25日は古谷, 4月28日〜5月9日は杉尾宗紀が代役を務めた。

### 第3期（2004年度・2005年度）
- 渡邊（旧姓：黒田）あゆみ（2004年4月5日〜2006年3月22日）
- 吾妻謙（2004年4月5日〜2005年3月22日）
  - 2004年6月4日〜8日は黒田不在により4日は吾妻が一人で進行、7日・8日は中川緑が代役を務めた。
  - 2005年3月14日〜18日にアンコール特集を放送していた期間の「暮らしの中のニュース解説」は石澤典夫が担当した。
  - 2005年3月22日は「スタジオパークからこんにちは 10周年スペシャル」が放送。大河ドラマ『義経』主演の滝沢秀明や連続テレビ小説『ファイト』主演の本仮屋ユイカらがゲスト出演したほか、番組の初代と2代目メイン司会の堀尾と上田から祝いのVTRメッセージが届けられた。また、2005年度より吾妻の後任司会となる後藤がリポーターとして出演した。
- 後藤理（2005年4月5日〜2006年3月22日）

### 第4期（2006年度・2007年度）
NHKが広報用に製作した公式ポスターでは有働・小川について「昼顔」と銘打っていた。
- 有働由美子（2006年4月5日〜2007年6月1日）
- 武内陶子[注 14]（2007年6月4日〜）
- 小川浩司（2006年4月5日〜2007年3月22日）
- 遠藤亮（2007年4月4日〜2008年3月21日）
  - 有働はアメリカ総局への異動により、年度途中で降板。
  - 小川は一時、病気療養中のため2007年の年明け初回に当たる同年1月4日より番組を降板していたが同1月30日に復帰した（この間、1月4日と5日に前任の後藤が代役として出演した以外は有働が単独でゲストトーク部分の司会を担当）。しかし当面の間「暮らしの中のニュース解説」のみの担当になり、復帰後もトーク部分は有働1人で司会進行をすることになった。以後このスタイルが定着することとなる。
  - なお、小川が休んでいた期間の「暮らしの中のニュース解説」は2007年1月9日〜19日を伊藤雄彦が、同年1月22日〜25日までを4月から後任の遠藤が担当した。

### 第5期（2008年度・2009年度）
- 武内陶子（〜2009年12月11日）
- 岩槻里子（2009年12月14日〜2010年3月19日）月・木曜
- 山本志保（2009年12月15日〜2010年3月16日）火曜
- 住吉美紀[注 15]（2009年12月16日〜2010年3月5日）水・金曜
- 稲塚貴一（2008年4月8日〜2010年3月19日）
  - 武内が2009年秋に双子を妊娠していることが判明し、2010年4月出産予定となった。このため2009年12月11日で番組を降板し、その後任は2010年3月までの限定で武内の同期である山本志保、後輩の住吉、岩槻の3人が代理登板することが発表された[7]。
  - 2010年3月17日の益岡徹出演回は水曜日であったが岩槻が担当した。また、19日（金）の香山リカも岩槻が担当した録画が放送された。（この他にも収録等の関係で本来の担当曜日と異なる司会が担当する回があった）
  - 2010年3月24日〜4月2日までは2009年度内の“アンコール特集”としてゲストトーク総集編を放送（生放送パートはなし）。

### 第6期（2010年度・2011年度）
- 住吉美紀（2010年4月5日 - 2011年4月2日）
  - 武内陶子産休入り後の暫定体制であった岩槻、住吉、山本の分担制から、2010年4月改編より住吉単独の司会となる[注 16]。
  - 住吉は2011年3月末でNHKを退局したが、その後4月2日に小日向文世出演回の録画（2月28日収録）が放送されたため、オンエア上はこの日が最後の出演日となった。
- 青山祐子（2011年4月4日 - 2012年1月20日）
  - 2012年1月20日の放送で、産前産後休暇のため番組を降板。

| 青山アナ産休期間中の担当アナウンサー ※放送休止の場合はその理由 表中の国会中継は全て第180回国会 | 青山アナ産休期間中の担当アナウンサー ※放送休止の場合はその理由 表中の国会中継は全て第180回国会 | 青山アナ産休期間中の担当アナウンサー ※放送休止の場合はその理由 表中の国会中継は全て第180回国会 | 青山アナ産休期間中の担当アナウンサー ※放送休止の場合はその理由 表中の国会中継は全て第180回国会 | 青山アナ産休期間中の担当アナウンサー ※放送休止の場合はその理由 表中の国会中継は全て第180回国会 | 青山アナ産休期間中の担当アナウンサー ※放送休止の場合はその理由 表中の国会中継は全て第180回国会 |
| 月・週                                                                                         | 月曜日                                                                                         | 火曜日                                                                                         | 水曜日                                                                                         | 木曜日                                                                                         | 金曜日                                                                                         |
| ---------------------------------------------------------------------------------------------- | ---------------------------------------------------------------------------------------------- | ---------------------------------------------------------------------------------------------- | ---------------------------------------------------------------------------------------------- | ---------------------------------------------------------------------------------------------- | ---------------------------------------------------------------------------------------------- |
| 2012年1月第4週                                                                                 | (23)柘植恵水                                                                                   | (24)国会中継 衆議院本会議 野田佳彦内閣政府四演説                                               | (25)2012年全豪オープン 男子シングルス準々決勝 錦織圭vsアンディ・マレー戦                       | (26)国会中継 衆議院本会議 各党代表質問1日目                                                    | (27)柘植恵水                                                                                   |
| 2012年1月第5週                                                                                 | (30)国会中継 衆議院本会議 各党代表質問2日目                                                    | (31)国会中継 参議院本会議 各党代表質問最終日                                                   | (1)国会中継 衆議院予算委員会 2011年度第4次補正予算審議                                         | (2)柘植恵水                                                                                    | (3)中川緑                                                                                      |
| 2012年2月第1週                                                                                 | (30)国会中継 衆議院本会議 各党代表質問2日目                                                    | (31)国会中継 参議院本会議 各党代表質問最終日                                                   | (1)国会中継 衆議院予算委員会 2011年度第4次補正予算審議                                         | (2)柘植恵水                                                                                    | (3)中川緑                                                                                      |
| 2012年2月第2週                                                                                 | (6)国会中継 参議院予算委員会 2011年度第4次補正予算審議                                         | (7)滝島雅子                                                                                    | (8)滝島雅子                                                                                    | (9)国会中継 衆議院予算委員会 2012年度予算基本的質疑                                            | (10)国会中継 衆議院予算委員会 2012年度予算基本的質疑                                           |
| 2012年2月第3週                                                                                 | (13)北郷三穂子                                                                                 | (14)北郷三穂子                                                                                 | (15)北郷三穂子                                                                                 | (16)北郷三穂子                                                                                 | (17)国会中継 衆議院予算委員会 集中審議                                                         |
| 2012年2月第4週                                                                                 | (20)中川緑                                                                                     | (21)滝島雅子                                                                                   | (22)国会中継 衆議院予算委員会 集中審議                                                         | (23)国会中継 衆議院予算委員会 集中審議                                                         | (24)柘植恵水                                                                                   |
| 2012年2月第5週                                                                                 | (27)柘植恵水                                                                                   | (28)塚原愛                                                                                     | (29)塚原愛                                                                                     | (1)国会中継 衆議院予算委員会 集中審議                                                          | (2)塚原愛                                                                                      |
| 2012年3月第1週                                                                                 | (27)柘植恵水                                                                                   | (28)塚原愛                                                                                     | (29)塚原愛                                                                                     | (1)国会中継 衆議院予算委員会 集中審議                                                          | (2)塚原愛                                                                                      |
| 2012年3月第2週                                                                                 | (5)柘植恵水                                                                                    | (6)国会中継 衆議院予算委員会 2012年度予算締括り質疑                                            | (7)中川緑                                                                                      | (8)中川緑                                                                                      | (9)国会中継 参議院決算委員会 2010年度決算質疑                                                  |
| 2012年3月第3週                                                                                 | (12)国会中継 参議院予算委員会 2012年度予算基本的質疑                                           | (13)国会中継 参議院予算委員会 2012年度予算基本的質疑                                           | (14)北郷三穂子                                                                                 | (15)柘植恵水                                                                                   | (16)国会中継 参議院予算委員会 集中審議                                                         |
| 2012年3月第4週                                                                                 | (19)総集編                                                                                     | 特別編成（選抜高校野球の中継など）で放送なし。                                                 | 特別編成（選抜高校野球の中継など）で放送なし。                                                 | 特別編成（選抜高校野球の中継など）で放送なし。                                                 | 特別編成（選抜高校野球の中継など）で放送なし。                                                 |

- 近田雄一（2010年4月5日〜2012年3月19日）
  - 近田は2010年度はゲストトークのメインコーナーである「ここが聞きたい」には出演していなかったが、2011年度からは出演し青山と共にゲストにインタビューするようになった。これにより、トーク部分において男女両司会者が終始ゲストと対峙する、という2006年12月までのスタイルに回帰することとなる。
  - 近田が夏期休業に入っていた2011年9月12日〜16日は古賀一が代役を務めた。このうち14日と16日は国会中継（第178回国会 14日は衆議院本会議・各党代表質問1日目、16日は参議院本会議・各党代表質問最終日）が放送されることになったため、収録のみ行いそれぞれ20日と22日に放送。15日は生放送・収録共に休止しアンコール特集を放送。

東日本大震災発生後2011年5月6日までの間、東北地方では震災関連のニュース（〜13:30）と『被災地からの声』（13:30〜）に差し替えて放送し、番組は1つの曜日をセレクトし、『土曜スタジオパーク』を差し替え（『土スタ』は休止）て放送していた。
2012年1月25日は「全豪オープンテニス 男子・シングルス 準々決勝錦織圭対アンディ・マレー」の生中継のため放送休止となった。

### 第7期（2012年度）
レギュラー司会者が男女同時に一新されるのは2006年度の有働・小川コンビ以来。また、今期より男女の役割が再び入れ替わり、男性アナウンサーがメイン司会を務めている。
- 永井伸一（2012年4月5日〜2013年3月19日）
- 田代杏子（2012年4月5日〜2013年3月19日）
  - 当初は4月2日が2012年度の放送開始日となる予定であったが、雨天による高校野球の順延や気象災害の報道のため2日〜4日は放送休止となった。が、4日にゲスト出演の予定であった武井咲はその日に収録を行った（4月23日放送、9月6日にもアンコール放送）。この収録が永井・田代コンビのスタパ司会初仕事となった。
  - 2012年10月8日（体育の日）にスタジオパークリニューアル1周年記念として放送された「ビューティー&ヘルスSP」では、前半はメインゲストの冨永愛・坂下千里子・堂珍敦子とのトークは永井一人で担当し、田代は客席リポーター役に終始した。後半はアドバイザーゲストの名越康文が永井と共に司会側に着席し、女性ゲスト3人と対峙するという形で番組が進められた。また、2013年1月4日の「八重の桜スペシャル」では前半は永井・田代で司会進行し、後半ゲストの柳沢慎吾登場後は田代は客席リポーターを担当した。
  - 2013年3月19日の村上淳（録画）の放送直後、永井・田代からの司会卒業挨拶があった。その後3月21日に、同年2月3日に逝去した市川團十郎の追悼アンコール特集を放送。番組全体は永井によるナレーションで進行し、堀尾・高見時代（1998年8月5日）と武内・稲塚時代（2008年4月22日）にゲスト出演した映像が放送された。

### 第8期（2013年度）
2013年度も男女キャスターがそろって入れ替わることになった。女性キャスターの米田弥央は関口以来13年ぶりとなる外部キャスター（劇団カムカムミニキーナ所属タレント）として参加する。
- 伊藤雄彦（2013年4月8日〜）
- 米田弥央（2013年4月8日〜2014年3月20日）
  - 今期より再びゲストとのトークは、メイン司会のアナウンサーが一人で担当する形に戻る。米田はゲストに関連するトピックスを調査・取材したり、ファクス・メール紹介などのアシスタント的な役割であるが、2013年5月17日の樫木裕実がゲストの回では、途中からトークに加わり伊藤と共に司会席でインタビューしていた。このほか、後述の横浜と千葉の出張スペシャルや、2014年1月20日の2PMがゲストの回では終始司会席にてインタビューに参加していた。
  - 2013年9月16日は祝日であるが、特別放送（13時5分開始）として「“一生青春”スペシャル!in横浜」と題し, NHK横浜放送局からの公開生放送が行われる予定だったが台風第18号接近に伴う安全面の問題と、総合テレビもそれに関連した特別ニュースを拡大編成したため、公開放送自体を中止した[11]。これは観客を入れない状態で収録したうえで9月23日の13時5分からに延期放送された。この番組は敬老の日を記念したもので、ロカビリー・グループサウンズ・フォークソング時代をけん引した歌手（宇崎竜童・阿木燿子夫妻、平尾昌晃）によるミニライブと、上記3名+西川史子、木本武宏によるトークショーを行うというもの。
  - 2013年10月7日は、特別放送（13時5分開始）として「スペシャル in千葉」と題し, NHK千葉放送局から公開生放送が行われた。千葉放送局 開局70周年記念ドラマ『菜の花ラインに乗りかえて』を特集し、ドラマの出演者である梅宮辰夫と渡辺正行のほか、元SDN48メンバーの芹那がゲストとして出演した。

### 第9期（2014年度・2015年度）
『連続クイズ ホールドオン!』終了のため再び枠拡大。キャスターは男性の伊藤のみ続投で女性はタレントが1人ずつ日替わりで担当。女性の担当順は決まっておらず、ランダムで出演する。当期からデータ放送を利用した視聴者へのクイズ・アンケートが始まった。
- 伊藤雄彦
- 清水ミチコ（2014年4月4日〜）
- 高畑淳子（2014年4月7日〜）
- 竹下景子（2014年4月8日〜）
- 戸田恵子（2014年4月10日〜）
  - 2014年6月から不定期ながら榊原郁恵も司会を担当している。
  - 他に、上記5名の女性タレントのスケジュールが合わないときなど、臨時での代行司会などを務める場合がある。2014年9月25日は山田真歩[注 21]、2014年10月15日は井森美幸、2014年10月16日と2015年3月2日、5月7日、11月27日[12]は筒井真理子、2015年5月21日、10月30日は久保田磨希[注 22]、2015年12月17日はふせえり[13][注 23]がそれぞれ代行司会を担当した。
  - 2014年5月5日（こどもの日）は渋谷DEどーもとのコラボレーションイベント「こどもの日スペシャル」を13:05-14:00に生放送。NHK東京児童合唱団による童謡などのコーラス披露と、ルー大柴、芦田愛菜、大野拓朗、虎南有香（Let's天才てれびくんとのコラボレーション）によるトークショーとファミリー向けアトラクションを企画
  - 2014年11月3日（文化の日）「マッサン」とのコラボレーションとして「文化の日『マッサン』国際結婚スペシャル」を14:00まで拡大して放送。この時は濱田マリをメインゲストに、国際結婚カップルの著名人・一般人を交えた座談会だった。

### 第10期（2016年度）
第3期以来11年ぶりに2部制を復活。『みんなのうた』と『NHKニュース』を除いた正味の放送時間は1時間39分で過去最大となる。キャスターは第9期のメンバーがそのまま続投の上で真下貴が伊藤と交互に出演する形で追加された。
- 伊藤雄彦（〜2017年3月17日）
- 真下貴（2016年4月5日〜2017年3月17日）
- 清水ミチコ（〜2017年3月17日）
- 高畑淳子（〜2016年8月、2017年2月13日[14][注 24]〜3月17日）
- 竹下景子（〜2017年3月17日）
- 戸田恵子（〜2017年2月24日[注 25][15][注 26]）
  - 2015年度から引き続き、不定期で臨時の代行司会を務める場合があった。2016年4月13日、6月3日、8月29日[注 27]、2017年2月15日と3月9日、3月16日[注 28]は榊原郁恵、2016年4月14日、6月2日、7月7日と2017年2月6日は筒井真理子、2016年5月12日及び6月9日は堀内敬子、2016年10月24日は鈴木砂羽がそれぞれ務めた。
- 2016年4月19日から22日まで（4月18日は国会中継のため休止）は熊本地震関連ニュースのため5分遅れで13時10分開始（『みんなのうた』を休止）、第2部も14時からの10分間ニュースをはさみ14時10分から放送された[注 29]。九州・沖縄地区では地震関連ニュースのため4月28日まで第2部が休止された。
- 2016年6月1日の第2部において、当初5月27日に放送予定だった鈴木雅之出演回を放送した[注 30]。
- 第24回参議院議員通常選挙関連の政見放送などのため、6月27日から7月11日まで第2部を休止した。
- 2016年10月から「today's料理人」が日替わりで出演する料理コーナーが始まった。
- 2017年1月、本番組を3月一杯で終了することが発表された[2]。しかしその後も、国会中継（全て第193回国会）による番組休止が乱発し、一部予定ゲストが出演日変更（一部は収録に変更）か、出演自体消滅する例も増えていた[注 31]。
  - そのため、1週につき1回しか放送されない週も続出した（1月第4週（24日、ゲスト：戸田恵梨香）、2月第1週（3日、同：皆川猿時）[注 32]、3月第1週（2月27日、同：原田悠里[注 33]）の3回）。
  - 2017年2月14日は当初清水富美加（俳優・タレント）がゲスト出演する予定だったが、引退騒動により真木よう子（俳優）のゲスト出演回（1月20日放送）のアンコール放送に予定変更したものの、国会中継（衆議院予算委員会集中審議）のため休止となった。
- 2017年3月2日・3日は4月開始の新番組『ごごナマ』プレ放送（13:05-16:00、中断ニュースあり）のため休止した。
- 2017年3月17日は「スタジオパークからこんにちは 最終回スペシャル」と題して放送（13:05-13:55[注 12]）。当日はMC全員（2月末に卒業した戸田を除く）が出演し、オープニングにてNAOTO（番組テーマ曲作曲）による生演奏が披露され、番組最終となる2268人目のゲストには、連続テレビ小説『べっぴんさん』に出演の俳優・井頭愛海が登場した。また、過去に放送されたトークの名場面を放送、番組末期にMCを務めた竹下・清水・高畑のゲスト出演当時の映像も放送された。
  - ラストには本番組では最多となる7回（この回も含む）出演した加山雄三が登場、代表曲「海 その愛」を披露して締めた[17]。
  - 第2部は最終回前日の3月16日をもって終了となり[注 12]、地方放送局番組枠は2017年4月15日開始の「ぐるっと にっぽん」に引き継がれた。

## テーマ曲
- 初代：『はじまりの虹』中西圭三（1995年3月〜1996年3月、OP・ED共通）
- 2代目
  - OP：『恋のクラクション』Little Bach（1996年4月〜1997年3月）
  - ED：『あたたかな陽ざしの中で』高見知佳（1996年4月〜2000年3月）
- 3代目
  - OP：『GET STARTED』崎谷健次郎（1997年4月〜2000年3月）
- 4代目
  - OP：『公園へ行こう』沢田研二&coba（2000年4月〜2004年3月）
  - ED1：『握手』Non（2000年4月〜2001年3月のゲストトークED）
  - ED2：『また会おね』矢野顕子（2000年4月〜2001年3月は後半コーナーED、2001年4月〜2004年3月はゲストトークED）
- 5代目：『歌う風』平原綾香（2004年4月〜2006年3月）
- 6代目：『“おかえりなさい”が待っている』風味堂（2006年4月〜2008年3月）
- 7代目：『Happy Smile Again』いきものがかり（2008年4月〜2010年3月）
- 8代目：『WORLD SKA BEACH』東京スカパラダイスオーケストラ（2010年4月〜2012年3月）
- 9代目：『太陽の約束』山崎まさよし（2012年4月〜2014年3月）
- 10代目：『HIRUKAZE』NAOTO（2014年4月〜2017年3月）

## アシスタントによるコーナー
日本放送番組研究所(NHK) - 2007年4月〜2010年3月
遠藤と稲塚が研究所の所長に扮し、ゲストやその出演番組について1分間で紹介するコーナー。ただし、途中で音楽を止めることもあったので、実際には1分でないことも多かった。
近田の特ダネ(近ダネ) - 2010年4月〜2012年3月
近田が自称敏腕リポーターとして登場し、ゲストやその出演番組について紹介するコーナー。日本放送番組研究所とは異なり、時間制限はない。
2011年9月、古賀が代役として出演した際には、単に『特ダネ』と表記されていた。
特ダネハンター - 2013年4月〜
正式なコーナー名ではないが、米田が特ダネハンターを称しゲストのポイントを紹介する. 2014年度もコーナーの形式は引き継がれている。

## アナウンサーにQ
1998年度の「ぴかいちクラブ」（清水ミチコがコーナー進行を担当）に代わる金曜後半企画として1999年度から2003年度に放送されていたコーナー。1999年度は堀尾・高見はこのコーナーに出演せず13時台のみ担当する形を取っていた。スローガンは「アナウンサーのアナウンサーによる視聴者のための番組」。

### 歴代司会
いずれもNHKアナウンサー。2001年度からはゲストトークの男性司会者が当コーナーの司会も兼務する形となった。
- 初代：渡部英美（1999年4月〜6月11日）
- 2代目：水谷彰宏（1999年6月18日〜2000年3月17日）
- 3代目：古谷敏郎（2000・2001年度）
  - 1999年度の最終回（2000年3月24日）より司会を担当。
  - その回のゲストは、当時古谷にゲストトーク司会の代役を任せていた堀尾正明であった。
- 4代目：小寺康雄（2002年度）
- 5代目：小田切千（2003年度）
  - ゲストトークの場合と同じく小田切が盲腸炎で入院していた期間の司会は、2003年4月25日は古谷、5月2日・9日は杉尾が代役を務めた。
  - 最終回である2004年3月19日は初代司会の渡部がゲスト出演し、ゲストトーク司会の上田・小田切と共にこれまでの放送を振り返るという内容であった。

### アシスタント
各年度につき3名（2003年度のみ4名）の女性タレントが週交代で同コーナーのアシスタント役として出演した。
- 増田明美（1999年4月〜2004年3月、ただし、2003年1月〜2月は出演なし）
- 羽野晶紀（1999年4月〜2001年3月）
- 奥山佳恵（1999年4月〜2001年3月）
- 岡田理江（2001年4月〜2004年3月）
- 笹峯あい（2001年4月〜2002年3月、2003年4月〜2004年3月）
- 星野マヤ（2002年4月〜2004年3月）

## ゲストの肖像権
出演するゲストによっては肖像権の都合でウェブサイトやデータ放送に顔写真が掲載されないこともある。代表例としては国分太一などのジャニーズ事務所所属者や松本幸四郎等がある。

## 書籍
- 『NHKスタジオパークからこんにちは 魅力人生、笑顔もすてき』（NHK出版、2000年6月25日発行） ISBN 4-14-080513-7
  - 初代司会者の堀尾正明が番組で出会ってきたゲスト60人の生き方や素顔を紹介。元々は堀尾がノートに書きとめてきた約千人分のゲストとのトーク記録からその一部分をNHK番組情報誌『NHKウイークリーステラ』に発表してきたもので、そのうちの60人の記録に加筆をしてまとめたものである。

## 映像ソフト
2012年4月現在まで番組内容を収録したVHS, DVD等の公式映像ソフト作品は発売されていないが, DVD『ノッポさんが選んだ完全保存版 できるかな ベスト30選』の特典映像に、高見映がゲスト出演した1996年12月18日の放送回の一部が収録されている。聞き手は堀尾正明と遙洋子。この他、連続テレビ小説のDVDの特典映像にも、ドラマの出演者がゲスト出演した回の映像の一部が収録されているものもある。